# Haliastur
Haliastur là một chi chim trong họ Accipitridae.

## Các loài
- Haliastur indus (Boddaert, 1783)
- Haliastur sphenurus (Vieillot, 1818)